# Guijo de Santa Bárbara
Guijo de Santa Bárbara ist ein westspanisches Dorf und eine Gemeinde (municipio) mit 363 Einwohnern (Stand: 2024) im Nordosten der Provinz Cáceres (Extremadura). Wegen der regionaltypischen Architektur, die fast unverändert überliefert wurde, gilt Villanueva de la Vera mit dem kulturellen Erbe zum Conjunto histórico-artístico. 

## Lage und Klima
Guijo de Santa Bárbara liegt in einem von Bergbächen durchzogenen Gebiet im Norden der Comarca La Vera in einer Höhe von 875 m etwa 85 Kilometer nordnordwestlich von Cáceres.

## Bevölkerungsentwicklung
| Jahr      | 1970 | 1981 | 1991 | 2001 | 2011 | 2021 |
| Einwohner | 802  | 774  | 583  | 469  | 396  | 389  |

Aufgrund der Mechanisierung der Landwirtschaft und der damit zusammenhängenden Aufgabe bäuerlicher Kleinbetriebe („Höfesterben“) in der zweiten Hälfte des 20. Jahrhunderts ist die Einwohnerzahl der Gemeinde deutlich gesunken.

## Sehenswürdigkeiten

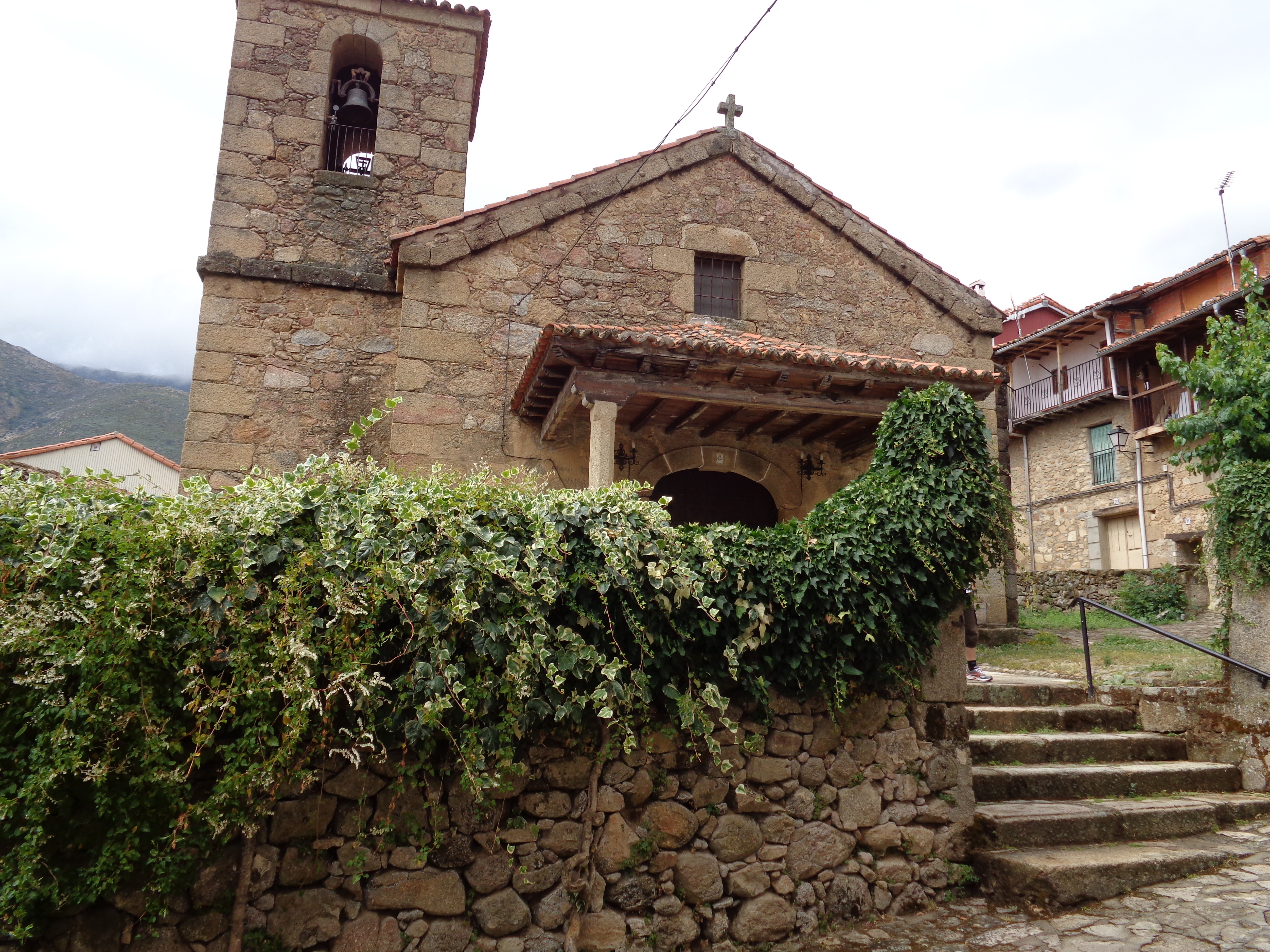
Marienkirche
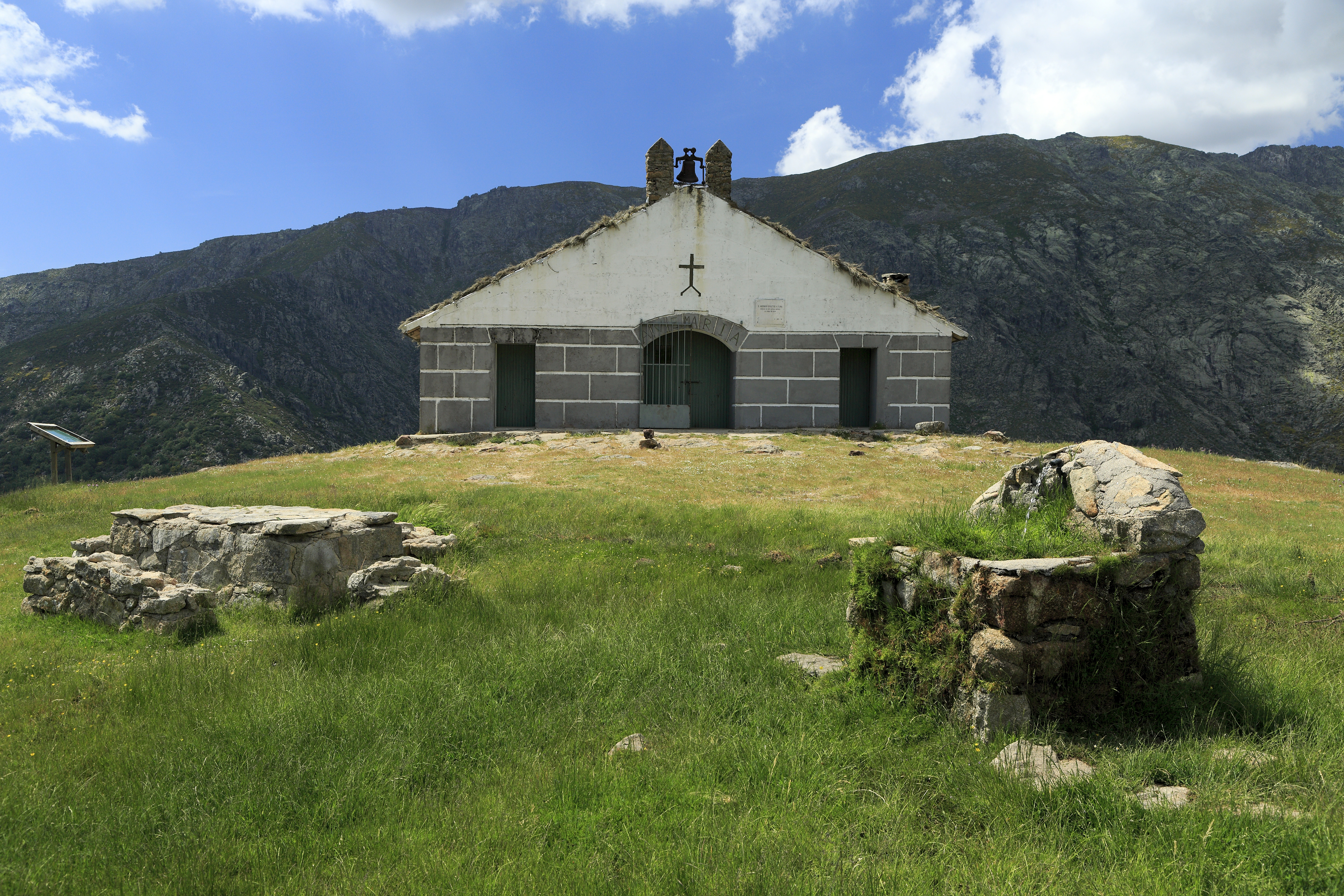
Kapelle Mariä Schnee

- Marienkirche
- Kapelle Mariä Schnee